# Multipotenz
Multipotent (von lateinisch multus „viel“ und lat. potentia „Vermögen, Kraft“) nennt man Stammzellen, die sich zu verschiedenen Zelltypen einer bestimmten Linie entwickeln können. Im Gegensatz zu den pluripotenten Stammzellen sind sie aber nicht mehr in der Lage, sich zu nahezu jeder Körperzelle zu entwickeln.
Zu den multipotenten Stammzellen gehören die adulten Stammzellen, welche nur noch organische Zellen bilden können und von denen man bisher annahm, dass die Differenzierungsmöglichkeiten relativ eingeschränkt seien. 
So sollten aus einer Blut-Stammzelle ausschließlich Blut- und Immunzellen hervorgehen und ähnlich sollte eine Hirn-Stammzelle nur die verschiedenen Zelltypen des Gehirns bilden. Doch diese alte Sichtweise muss auf Grund von jüngsten Forschungsergebnissen revidiert werden. Kürzlich publizierte Untersuchungen zeigen, dass diesen Stammzellen offenbar doch eine größere Flexibilität innewohnt.
Werden adulte Stammzellen nämlich in eine neue Umgebung gebracht, können sie zuweilen ein ungeahntes Potenzial entfalten. Es scheinen Umpolungen möglich, so dass aus Blut-Stammzellen vom Knochenmark bei Einlagerung in die Leber Leberzellen gebildet werden können.